# Plavání na mistrovství Evropy v plaveckých sportech 2006
Závody v plavání na mistrovství Evropy v plaveckých sportech za rok 2006 proběhly v Budapešti v Maďarsku ve dnech 26. července až 6. srpna 2006.

## Výsledky

### Individuální disciplíny
| Muži                 | Zlato                                      | Zlato    | Stříbro                        | Stříbro  | Bronz                                     | Bronz    |
| -------------------- | ------------------------------------------ | -------- | ------------------------------ | -------- | ----------------------------------------- | -------- |
| 50 m volný způsob    | Bartosz Kizierowski (POL)                  | 21,88    | Oleksandr Volynec (UKR)        | 21,97    | Duje Draganja (CRO)                       | 22,14    |
| 100 m volný způsob   | Filippo Magnini (ITA)                      | 48,79    | Stefan Nystrand (SWE)          | 48,91    | Pieter van den Hoogenband (NED)           | 48,94    |
| 200 m volný způsob   | Pieter van den Hoogenband (NED)            | 1:45,65  | Massimiliano Rosolino (ITA)    | 1:47,02  | Filippo Magnini (ITA)                     | 1:47,57  |
| 400 m volný způsob   | Jurij Prilukov (RUS)                       | 3:45,73  | Massimiliano Rosolino (ITA)    | 3:46,87  | Nicolas Rostoucher (FRA)                  | 3:47,04  |
| 1500 m volný způsob  | Jurij Prilukov (RUS)                       | 14:51,93 | Sébastien Rouault (FRA)        | 14:55,73 | Nicolas Rostoucher (FRA)                  | 15:01,82 |
| 50 m znak            | Helge Meeuw (GER)                          | 25,06    | Aristidis Grigoriadis (GRE)    | 25,14    | Matthew Clay (GBR)                        | 25,15    |
| 100 m znak           | Arkadij Vjatčanin (RUS)                    | 53,50    | Markus Rogan (AUT)             | 54,07    | Aristidis Grigoriadis (GRE)               | 54,34    |
| 200 m znak           | Arkadij Vjatčanin (RUS)                    | 1:55,44  | László Cseh (HUN)              | 1:56,69  | Răzvan Florea (ROU)                       | 1:57,83  |
| 50 m motýlek         | Serhij Breus (UKR)                         | 23,41    | Duje Draganja (CRO)            | 23,62    | Andrij Serdinov (UKR) Jakob Andkjær (DEN) | 23,77    |
| 100 m motýlek        | Andrij Serdinov (UKR)                      | 51,95    | Amaury Leveaux (FRA)           | 52,76    | Nikolaj Skvorcov (RUS)                    | 52,96    |
| 200 m motýlek        | Paweł Korzeniowski (POL)                   | 1:55,04  | Joannis Drymonakos (GRE)       | 1:57,03  | Nikolaj Skvorcov (RUS)                    | 1:57,12  |
| 50 m prsa            | Oleh Lisohor (UKR) Alessandro Terrin (ITA) | 27,48    | —                              | —        | Matjaž Markič (SLO)                       | 27,87    |
| 100 m prsa           | Roman Sludnov (RUS)                        | 1:00,61  | Alexander Dale Oen (NOR)       | 1:00,63  | Oleh Lisohor (UKR)                        | 1:00,64  |
| 200 m prsa           | Sławomir Kuczko (POL)                      | 2:12,12  | Paolo Bossini (ITA)            | 2:12,35  | Kristopher Gilchrist (GBR)                | 2:13,21  |
| 200 m polohový závod | László Cseh (HUN)                          | 1:58,17  | Alessio Boggiatto (ITA)        | 2:00,14  | Tamás Kerékjártó (HUN)                    | 2:00,17  |
| 400 m polohový závod | László Cseh (HUN)                          | 4:09,86  | Luca Marin (ITA)               | 4:14,15  | Alessio Boggiatto (ITA)                   | 4:16,34  |
| Ženy                 | Zlato                                      | Zlato    | Stříbro                        | Stříbro  | Bronz                                     | Bronz    |
| 50 m volný způsob    | Britta Steffenová (GER)                    | 24,72    | Therese Alshammarová (SWE)     | 24,87    | Marleen Veldhuisová (NED)                 | 24,89    |
| 100 m volný způsob   | Britta Steffenová (GER)                    | 53,30    | Marleen Veldhuisová (NED)      | 54,32    | Neri Nyangwaraová (GRE)                   | 54,48    |
| 200 m volný způsob   | Otylia Jędrzejczaková (POL)                | 1:57,25  | Annika Liebsová (GER)          | 1:57,48  | Laure Manaudouová (FRA)                   | 1:58,38  |
| 400 m volný způsob   | Laure Manaudouová (FRA)                    | 4:02,13  | Joanne Jacksonová (GBR)        | 4:07,76  | Caitlin McClatcheyová (GBR)               | 4:08,13  |
| 800 m volný způsob   | Laure Manaudouová (FRA)                    | 8:19,29  | Rebecca Adlingtonová (GBR)     | 8:27,88  | Rebecca Cookeová (GBR)                    | 8:28,40  |
| 50 m znak            | Janine Pietschová (GER)                    | 28,36    | Alexandra Herasimenjová (BLR)  | 28,72    | Antje Buschschulteová (GER)               | 28,73    |
| 100 m znak           | Laure Manaudouová (FRA)                    | 1:00,88  | Antje Buschschulteová (GER)    | 1:01,40  | Janine Pietschová (GER)                   | 1:01,55  |
| 200 m znak           | Esther Baronová (FRA)                      | 2:10,07  | Iryna Amšennikovová (UKR)      | 2:12,13  | Melanie Marshallová (GBR)                 | 2:12,17  |
| 50 m motýlek         | Therese Alshammarová (SWE)                 | 26,06    | Anna-Karin Kammerlingová (SWE) | 26,23    | Chantal Grootová (NED)                    | 26,49    |
| 100 m motýlek        | Inge Dekkerová (NED)                       | 58,35    | Martina Moravcová (SVK)        | 58,98    | Alena Popčanková (FRA)                    | 59,06    |
| 200 m motýlek        | Otylia Jędrzejczaková (POL)                | 2:07,09  | Francesca Segatová (ITA)       | 2:08,96  | Caterina Giacchettiová (ITA)              | 2:09,01  |
| 50 m prsa            | Jelena Bogomazovová (RUS)                  | 31,69    | Kate Haywoodová (GBR)          | 31,71    | Ágnes Kovácsová (HUN)                     | 31,95    |
| 100 m prsa           | Hanna Chlistunovová (UKR)                  | 1:07,55  | Kirsty Balfourová (GBR)        | 1:07,95  | Ágnes Kovácsová (HUN)                     | 1:08,60  |
| 200 m prsa           | Kirsty Balfourová (GBR)                    | 2:25,66  | Julija Pidlisná (UKR)          | 2:28,42  | Ágnes Kovácsová (HUN)                     | 2:28,90  |
| 200 m polohový závod | Laure Manaudouová (FRA)                    | 2:12,69  | Katarzyna Baranowská (POL)     | 2:13,36  | Alessia Filippiová (ITA)                  | 2:13,75  |
| 400 m polohový závod | Alessia Filippiová (ITA)                   | 4:35,80  | Nicole Hetzerová (GER)         | 4:37,97  | Katarzyna Baranowská (POL)                | 4:40,02  |

### Štafety
| Muži                   | Zlato | Zlato   | Stříbro | Stříbro | Bronz | Bronz   |
| ---------------------- | --- | ------- | --- | ------- | --- | ------- |
| 4×100 m volný způsob   | Itálie (ITA) (Alessandro Calvi, Christian Galenda, Lorenzo Vismara, Filippo Magnini, (r)Mauro Gallo, (r)Giacomo Vassanelli)                                                     | 3:15,23 | Rusko (RUS) (Jevgenij Lagunov, Andrej Grečin, Ivan Usov, Andrej Kapralov)                                                                         | 3:16,47 | Francie (FRA) (Alain Bernard, Grégory Mallet, Fabien Gilot, Amaury Leveaux, (r)Julien Sicot, (r)Frédéric Bousquet)                                          | 3:16,53 |
| 4×200 m volný způsob   | Itálie (ITA) (Massimiliano Rosolino, David Berbotto, Nicola Cassio, Filippo Magnini, (r)Emiliano Brembilla, (r)Andrea Busato)                                                   | 7:09,60 | Spojené království (GBR) (David Carry, Simon Burnett, Andrew Hunter, Ross Davenport, (r)Euan Dale, (r)Robert Renwick)                             | 7:11,63 | Řecko (GRE) (Andreas Zisimos, Jorjos Demetis, Dimitrios Manganas, Nikolaos Xyluris)                                                                         | 7:16,67 |
| 4×100 m polohový závod | Rusko (RUS) (Arkadij Vjatčanin, Roman Sludnov, Nikolaj Skvorcov, Andrej Kapralov, (r)Jevgenij Aljošin, (r)Dmitrij Komornikov, (r)Jevgenij Korotyškin, (r)Jevgenij Lagunov)      | 3:34,96 | Ukrajina (UKR) (Andrij Olijnyk, Oleh Lisohor, Andrij Serdinov, Jurij Jehošyn, (r)Valerij Dymo, (r)Serhij Breus)                                   | 3:36,21 | Spojené království (GBR) (Liam Tancock, James Gibson, Todd Cooper, Simon Burnett, (r)Matthew Clay, (r)Christopher Cook, (r)Matthew Bowe, (r)Ross Davenport) | 3:36,61 |
| Ženy                   | Zlato | Zlato   | Stříbro | Stříbro | Bronz | Bronz   |
| 4×100 m volný způsob   | Německo (GER) (Petra Dallmannová, Daniela Götzová, Britta Steffenová, Annika Liebsová)                                                                                          | 3:35,22 | Nizozemsko (NED) (Inge Dekkerová, Ranomi Kromowidjojová, Chantal Grootová, Marleen Veldhuisová, (r)Hinkelien Schreuderová, (r)Femke Heemskerková) | 3:37,04 | Francie (FRA) (Alena Popčanková, Aurore Mongelová, Céline Coudercová, Malia Metellaová, (r)Camille Muffatová)                                               | 3:38,83 |
| 4×200 m volný způsob   | Německo (GER) (Petra Dallmannová, Daniela Samulskiová, Britta Steffenová, Annika Liebsová, (r)Daniela Götzová, (r)Nicole Hetzerová)                                             | 7:50,82 | Polsko (POL) (Otylia Jędrzejczaková, Joanna Budzisová, Agata Zwiejskaová, Paulina Barzyckaová)                                                    | 7:56,32 | Francie (FRA) (Alena Popčanková, Sophie Huberová, Aurore Mongelová, Laure Manaudouová, (r)Angela Tavernierová, (r)Céline Coudercová)                        | 7:56,44 |
| 4×100 m polohový závod | Spojené království (GBR) (Melanie Marshallová, Kirsty Balfourová, Terri Dunningová, Francesca Halsallová, (r)Elizabeth Simmondsová, (r)Rosalind Brettová, (r)Katherine Wyldová) | 4:02,24 | Německo (GER) (Antje Buschschulteová, Sarah Poeweová, Annika Mehlhornová, Britta Steffenová, (r)Daniela Götzová)                                  | 4:02,35 | Francie (FRA) (Laure Manaudouová, Anne-Sophie Le Paranthoënová, Alena Popčanková, Céline Coudercová, (r)Esther Baronová)                                    | 4:03,64 |

## Medailová bilance
V plavání se rozdělilo celkem 40 sad medailí.
| Pořadí | Stát                     |       | Muži    | Muži  | Muži  |         | Ženy  | Ženy  | Ženy    |       | Muži + Ženy | Muži + Ženy | Muži + Ženy | Celkem |
| Pořadí | Stát                     | Zlato | Stříbro | Bronz | Zlato | Stříbro | Bronz | Zlato | Stříbro | Bronz |             |             |             | Celkem |
| ------ | ------------------------ | ----- | ------- | ----- | ----- | ------- | ----- | ----- | ------- | ----- | ----------- | ----------- | ----------- | ------ |
| 1.     | Rusko (RUS)              |       | 6       | 1     | 2     |         | 1     | 0     | 0       |       | 7           | 1           | 2           | 10     |
| 2.     | Německo (GER)            |       | 1       | 0     | 0     |         | 5     | 4     | 2       |       | 6           | 4           | 2           | 12     |
| 3.     | Itálie (ITA)             |       | 4       | 5     | 2     |         | 1     | 1     | 2       |       | 5           | 6           | 4           | 15     |
| 4.     | Francie (FRA)            |       | 0       | 2     | 3     |         | 5     | 0     | 5       |       | 5           | 2           | 8           | 15     |
| 5.     | Polsko (POL)             |       | 3       | 0     | 0     |         | 2     | 2     | 1       |       | 5           | 2           | 1           | 8      |
| 6.     | Ukrajina (UKR)           |       | 3       | 2     | 2     |         | 1     | 2     | 0       |       | 4           | 4           | 2           | 10     |
| 7.     | Spojené království (GBR) |       | 0       | 1     | 3     |         | 2     | 4     | 3       |       | 2           | 5           | 6           | 13     |
| 8.     | Nizozemsko (NED)         |       | 1       | 0     | 1     |         | 1     | 2     | 2       |       | 2           | 2           | 3           | 7      |
| 9.     | Maďarsko (HUN)           |       | 2       | 1     | 1     |         | 0     | 0     | 3       |       | 2           | 1           | 4           | 7      |
| 10.    | Švédsko (SWE)            |       | 0       | 1     | 0     |         | 1     | 2     | 0       |       | 1           | 3           | 0           | 4      |
| 11.    | Řecko (GRE)              |       | 0       | 2     | 2     |         | 0     | 0     | 1       |       | 0           | 2           | 3           | 5      |
| 12.    | Chorvatsko (CRO)         |       | 0       | 1     | 1     |         | 0     | 0     | 0       |       | 0           | 1           | 1           | 2      |
| 13.    | Rakousko (AUT)           |       | 0       | 1     | 0     |         | 0     | 0     | 0       |       | 0           | 1           | 0           | 1      |
| 13.    | Norsko (NOR)             |       | 0       | 1     | 0     |         | 0     | 0     | 0       |       | 0           | 1           | 0           | 1      |
| 13.    | Slovensko (SVK)          |       | 0       | 0     | 0     |         | 0     | 1     | 0       |       | 0           | 1           | 0           | 1      |
| 13.    | Bělorusko (BLR)          |       | 0       | 0     | 0     |         | 0     | 1     | 0       |       | 0           | 1           | 0           | 1      |
| 17.    | Slovinsko (SLO)          |       | 0       | 0     | 1     |         | 0     | 0     | 0       |       | 0           | 0           | 1           | 1      |
| 17.    | Dánsko (DEN)             |       | 0       | 0     | 1     |         | 0     | 0     | 0       |       | 0           | 0           | 1           | 1      |
| 17.    | Rumunsko (ROU)           |       | 0       | 0     | 1     |         | 0     | 0     | 0       |       | 0           | 0           | 1           | 1      |
| Celkem | Celkem                   |       | 20      | 20    | 20    |         | 20    | 20    | 20      |       | 40          | 40          | 40          | 120    |